# Da mezzogiorno alle tre
Da mezzogiorno alle tre (From Noon Till Three) è un film statunitense del 1976 diretto da Frank D. Gilroy.
È un film western a sfondo semi-umoristico e romantico con protagonisti Charles Bronson, nel ruolo di un rapinatore di banche nel vecchio West, Jill Ireland (moglie di Bronson nel periodo delle riprese) e Douglas Fowley. È basato su un romanzo di Frank D. Gilroy che, oltre a dirigere il film, scrisse anche la sceneggiatura.

## Trama
Vecchio West, fine del XIX secolo. Graham è un bandito. Un giorno mentre è inseguito conosce una donna di nome Amanda e se ne innamora. Ma passa solo poco tempo con lei: da mezzogiorno alle tre. Graham riparte per andare a salvare degli amici condannati a morte. Per non farsi riconoscere si finge il dottore Finger, non sapendo che il dottore è un ladruncolo ricercato. Scambiato per Finger, Graham viene condannato a tre anni di carcere. Per un equivoco, intanto, Amanda crede che Graham sia morto e per ricordare il loro amore racconta la sua storia ad un giornalista che ne ricava un libro, intitolato Da mezzogiorno alle tre. Scontati gli anni di reclusione, Graham torna da Amanda e le comunica la fine della loro relazione. La fine del film è drammatica: Amanda per disperazione si suicida e Graham viene rinchiuso in un manicomio.

## Produzione
Il film, diretto e sceneggiato da Frank D. Gilroy (autore del romanzo da cui è tratta la sceneggiatura), fu prodotto da M.J. Frankovich e William Self per la William Self Productions e la Frankovich Productions e girato nei Warner Brothers Burbank Studios a Burbank in California.

## Distribuzione
Il film fu distribuito negli Stati Uniti dall'agosto del 1976 al cinema dalla United Artists e per l'home video dalla MGM/UA Home Entertainment.
Alcune delle uscite internazionali sono state:
- in Austria nell'agosto del 1976 (Zwischen zwölf und drei)
- in Germania Ovest il 13 agosto 1976 (Zwischen zwölf und drei)
- in Finlandia il 26 novembre 1976 (Keskipäivästä kolmeen)
- in Filippine il 13 gennaio 1977 (Davao
- in Francia (C'est arrivé entre midi et trois heures)
- in Ungheria (Déltől háromig)
- in Svezia (Dödligt levande)
- in Brasile (O Grande Assalto)
- in Spagna (Sucedió entre las doce y las tres)
- in Portogallo (Três Horas Decisivas)
- in Peru ù (Tres horas de amor)
- in Italia (Da mezzogiorno alle tre)

## Promozione
Le tagline sono:
- "It'll Keep You On The Edge Of Your Saddle.".
- "The MOST WANTED Men In The West!".
- "If only the gang could see me now!".

## Critica
Secondo il Morandini il film è "un western parodistico insolito, ma poco riuscito. Una divagazione curiosa per Bronson, una volta tanto romantico e passionale".